# 홍성률
홍성률(洪性律, 1947년 4월 29일, 경상남도 동래군 ~ )은 대한민국의 제3·4·5대 부산광역시의원이었다.

## 학력
- 기장국민학교 졸업
- 부산서중학교 졸업
- 동아고등학교 졸업
- 부산수산대학교 어로학과 4년 졸업

### 비학위 수료
- 부산대학교 국제전문대학원 국제학 석사 졸업

## 경력
- 1996 ~ 1997 한국백화점협회 부회장
- 태화백화점 부사장
- 태화백화점 사장
- 기장초등학교 총동창 회장
- 2001.04 ~ 2002.06 제3대 부산광역시의회 의원
- 2002.07 ~ 2006.06 제4대 부산광역시의회 의원
- 2006.07 ~ 2010.04 제5대 부산광역시의회 의원
- 2006.07 ~ 2008.07 제5대 부산광역시의회 전반기 행정문화교육위원회 상임위원장
- 2006.07 ~ 2008.07 제5대 부산광역시의회 전반기 윤리특별위원회 위원장
- 2008.07 ~ 2010.04 제5대 부산광역시의회 후반기 부의장
- 2008.07 ~ 2010.04 제5대 부산광역시의회 후반기 행정문화교육위원회 위원
- 한나라당 부산시당 해운대구·기장군 을 당원협의회 부위원장
- 민주평화통일자문위원회 기장군 협의회 회장
- 욱사복지재단 이사장
- 국민의힘 4.7 재보궐선거 부산시장 이진복 예비후보 캠프 선대위원장
- 국민의힘 4.7 재보궐선거 부산시장 박형준 예비후보 캠프 공동 지역총괄본부장 겸 선대위 부위원장
- 민선 8기 기장군수 인수위원회 위원장

## 제6회 지방 선거 금품 살포 혐의
2016년 8월 7일 금품 살포 혐의로 체포되었고 4일뒤인 11일에 구속 되었다
홍 전 부의장은 6·4 지방선거를 앞두고 지역에서 교육 관련 학부모 단체 대표를 맡은 A씨에게 지지를 부탁하며 100만원을 주는 등 금품을 제공한 혐의를 받는 것으로 알려졌다. 
2016년 10월 2일 징역 8월에 집행유예 2년울 선고 받았다.
부산지법 동부지원 형사1부(안성준 부장판사)는 2일 지난 6·4지방선거 당시 지지를 부탁하며 금품을 제공한 혐의(공직선거법 위반)로 홍성률(67·전 부산시의회 부의장) 씨에게 징역 8월에 집행유예 2년을 선고했다.

## 역대 선거 결과
|  | 80.37% |

|  | 63.96% |

|  | 0% |

|  | 31.10% |

|  | 37.22% |